# Warcraft III: Reforged
Warcraft III: Reforged est une édition remastérisée sortie le 28 janvier 2020 du jeu vidéo de stratégie en temps réel Warcraft III: Reign of Chaos et de son extension Warcraft III: The Frozen Throne, sortis respectivement en 2002 et 2003.

## Développement
Une version remastérisée de Warcraft III est évoquée en septembre 2015. Warcraft III: Reforged est finalement annoncé en novembre 2018 à l'occasion de la BlizzCon, pour une sortie initialement prévue en 2019. Une version bêta débute fin octobre 2019. En décembre 2019, la date de sortie est fixée au 28 janvier 2020.